# Coupe de France des clubs de pétanque
La Coupe de France des clubs de pétanque est une compétition à élimination directe de pétanque organisée par la Fédération française de pétanque et de jeu provençal (FFPJP).

## Historique
Cette compétition a été créée en 2000.
L'édition 2020-2021 a été annulée en raison des conditions sanitaires liées à la pandémie du Covid-19.
En mars 2022, le club de la Pétanque Arlancoise du Puy de Dôme remporte l'édition 2021-2022 face à l'international de Fréjus à l'issue de l'ultime triplette. Il remporte le trophée pour la première fois de son histoire.

## Principe, déroulement[1]
La coupe de France comporte trois phases : 
- Une phase départementale.
- Une phase de zones nationales.
- Une phase nationale à compter des seizièmes de finale.

La composition des équipes se fait à partir de la catégorie junior (16 ans). L'équipe comprend six à huit joueurs et un coach. L'équipe devra comprendre au minimum un licencié masculin et une licenciée féminine. Pour la série tête-à-tête : obligation d'avoir au minimum une opposition masculine et une opposition féminine. Obligation de respecter la mixité dans la série des trois doublettes et dans l'une des deux triplettes (deux hommes + une femme ou deux femmes + un homme). Des remplacements de joueuse ou joueur sont possibles en cours de jeu uniquement dans les séries doublettes et triplettes.
La série tête-à-tête s'effectue sur six parties, chaque partie gagnée rapportant deux points. La série doublettes s'effectue sur trois parties, chaque partie gagnée rapportant trois points. La série de triplettes s'effectue sur deux parties, chaque partie gagnée rapportant cinq points. La confrontation commence par les tête-à-tête, puis les doublettes et pour finir, si nécessaire, les triplettes.
Le vainqueur de la Coupe de France des clubs se qualifie pour la coupe d'Europe des clubs, compétition réunissant les vainqueurs des coupes nationales des pays adhérents à la Confédération Européenne.

## Palmarès
| Année | Comité | Ville Organisatrice                     | Club Vainqueur                          | CD | Club Finaliste                          | CD | Nbre Clubs Inscrits |
| 2000  | 37     | Tours                                   | Douric-Arzin Concarneau                 | 29 | Lou Pitchoun l'Ancien Clichy            | 92 | 1352                |
| 2001  | 71     | Mâcon                                   | Team Nicolin Montpellier                | 34 | Hanches Pétanque                        | 28 | 1875                |
| 2002  | 34     | Palavas-les-Flots                       | Hanches Pétanque                        | 28 | DUC de Nice                             | 06 | 2214                |
| 2003  | 03     | Moulins                                 | Les Marais de Montluçon                 | 03 | JBAG Carpentras                         | 84 | 2409                |
| 2004  | 03     | Montluçon                               | DUC de Nice                             | 06 | Les Marais de Montluçon                 | 03 | 2932                |
| 2005  | 84     | Le Pontet                               | DUC de Nice                             | 06 | Star Master's Pétanque Club de Barbizon | 77 | 2682                |
| 2006  | 02     | Laon                                    | DUC de Nice                             | 06 | Elite Ambert                            | 63 | 2875                |
| 2007  | 36     | Châteauroux                             | Star Master's Pétanque Club de Barbizon | 77 | Elite Ambert                            | 63 | 2846                |
| 2008  | 34     | Palavas-les-Flots                       | DUC de Nice                             | 06 | CMO Bassens                             | 33 | 2778                |
| 2009  | 64     | Oloron-Sainte-Marie                     | DUC de Nice                             | 06 | Les Marais de Montluçon                 | 03 | 2940                |
| 2010  | 57     | Behren-les-Forbach                      | CMO Bassens                             | 33 | Union Bouliste du 15e Paris             | 75 | 3050                |
| 2011  | 26     | Nyons                                   | DUC de Nice                             | 06 | Ronde Pétanque Metz                     | 57 | 2777                |
| 2012  | 13     | Istres                                  | Ronde Pétanque Metz                     | 57 | Pétanque Antiboise                      | 06 | 2723                |
| 2013  | 57     | Metz                                    | Ronde Pétanque Metz                     | 57 | Gourdon Pétanque                        | 46 | 2812                |
| 2014  | 74     | Rumilly                                 | Ronde Pétanque Metz                     | 57 | Lyon Canuts                             | 69 | 2633                |
| 2015  | 30     | Alès                                    | Ronde Pétanque Metz                     | 57 | ABC Draguignan                          | 06 | 2691                |
| 2016  | 49     | Chemillé                                | Ronde Pétanque Metz                     | 57 | Case Nice                               | 06 | 2733                |
| 2017  | 37     | Tours                                   | ABC Draguignan                          | 83 | La Boule de Vitrolles                   | 13 | 2800                |
| 2018  | 83     | Fréjus                                  | Case Nice                               | 06 | Burdigala Pétanque                      | 33 | 2894                |
| 2019  | 85     | La Roche-sur-Yon (Mouilleron-le-Captif) | Lyon Canuts                             | 69 | Oléron Pétanque Élite                   | 17 | 2970                |
| 2020  | 13     | Marseille                               | Fréjus International                    | 83 | CMO Bassens                             | 33 | 3051                |
| 2021  | Annulé |                                         |                                         |    |                                         |    | 3099                |
| 2022  | 35     | Cesson-Sevigné                          | Pétanque Arlancoise                     | 63 | Fréjus International                    | 83 | 3035                |
| 2023  |        |                                         |                                         |    |                                         |    | 3418                |